# 미스터 쉐프
《미스터 쉐프》는 2016년에 개봉한 중국의 영화이다.

## 캐스팅
- 정용화 : 안 폴 역
- 사정봉 : 고천기 역
- 갈우
- 당언
- 바이빙
- 두해도
- 해명위
- 첨서문
- 황추생
- 시아
- 왕태리